# 保羅·歐尼爾 (棒球員)
保羅·安德魯·歐尼爾（英語：Paul Andrew O'Neill，1963年2月25日—），為美國職棒大聯盟的右外野手，生涯曾效力過紅人與洋基兩隊。1994年，歐尼爾以3成59的打擊率拿下美聯打擊王。他生涯入選5次明星賽，並拿下5次世界大賽冠軍。
歐尼爾是大聯盟唯一一位參與三場完全比賽的選手，1988年，他在Tom Browning的完全比賽中擔任右外野手；1998年，他接殺最後一個出局數，幫助大衛·威爾斯投出完全比賽；1999年，他也在大衛·孔恩的完全比賽中登場。
在退休之後，歐尼爾進入洋基隊播報體系，成為了播報員。

## 職業生涯
1981年大聯盟選秀，歐尼爾在第四輪被紅人選走。

### 辛辛那提紅人
1985年9月3日，歐尼爾登上大聯盟。他在首打席就敲出大聯盟首安，整季他出賽5場比賽，敲出4支安打與1分打點。不過他在1986年僅出賽3場比賽，且並未擊出任何安打。1987年，他出賽84場比賽，打擊率2成56，並敲出7轟與28分打點。

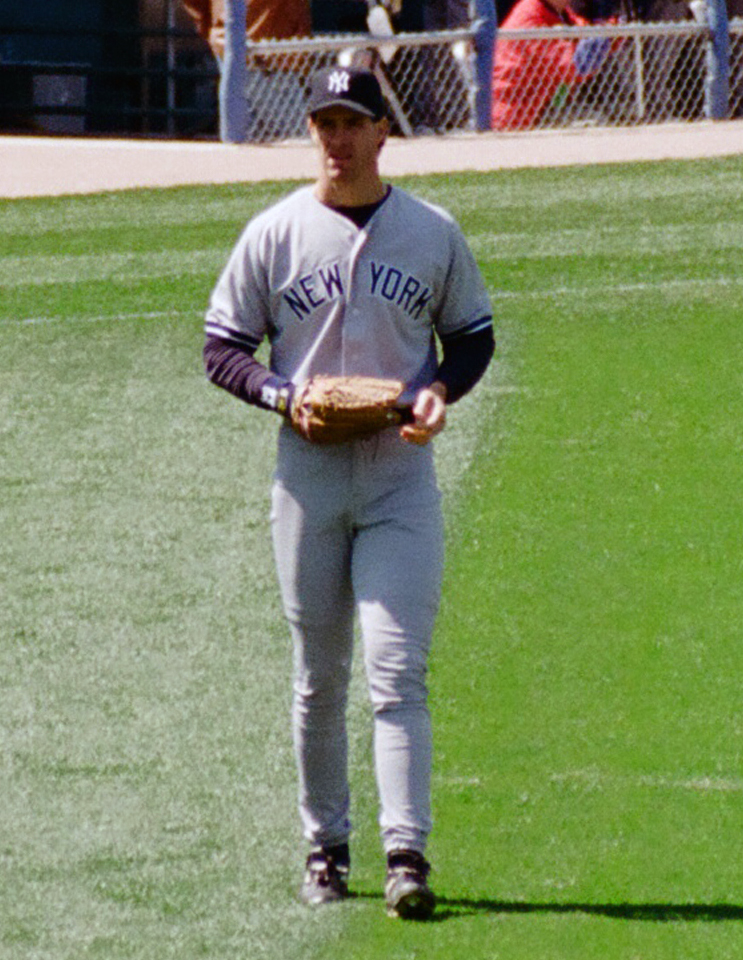
1996年的歐尼爾

1988年，歐尼爾迎來第一個完整球季。整季他出賽145場比賽，打擊率為2成52，並敲出16轟與73分打點。隔年他繳出2成76的打擊率，並敲出15轟與74分打點。
1990年，歐尼爾繳出2成70的打擊率，並敲出16轟與78分打點。季後賽方面，他的打擊率為2成77，並敲出1轟與5分打點。最後紅人以4連勝橫掃運動家奪冠。球季結束後，紅人總教練盧·皮涅拉要求他改變打擊姿勢。而這個改變讓歐尼爾在1991年繳出2成56的打擊率，並敲出生涯新高的28轟與91分打點。1992年，他的打擊率為2成46，並敲出14轟與66分打點。

### 紐約洋基
1992年11月3日，紅人將歐尼爾交易到洋基，換來Roberto Kelly。他在洋基的第一年就繳出3成11的打擊率，並敲出20轟與75分打點。
1994年，球季因為罷工而縮短，而歐尼爾繳出3成59的打擊率，並敲出21轟與83分打點。這年他成功入選明星賽，並順利拿下美聯打擊王。洋基也在罷工前拿下美東冠軍。1995年，歐尼爾繳出3成打擊率，並敲出22轟與96分打點。他也幫助洋基睽違14年闖進季後賽，但卻在分區賽拿下兩連勝後被水手逆襲吞下3連敗遭到淘汰。

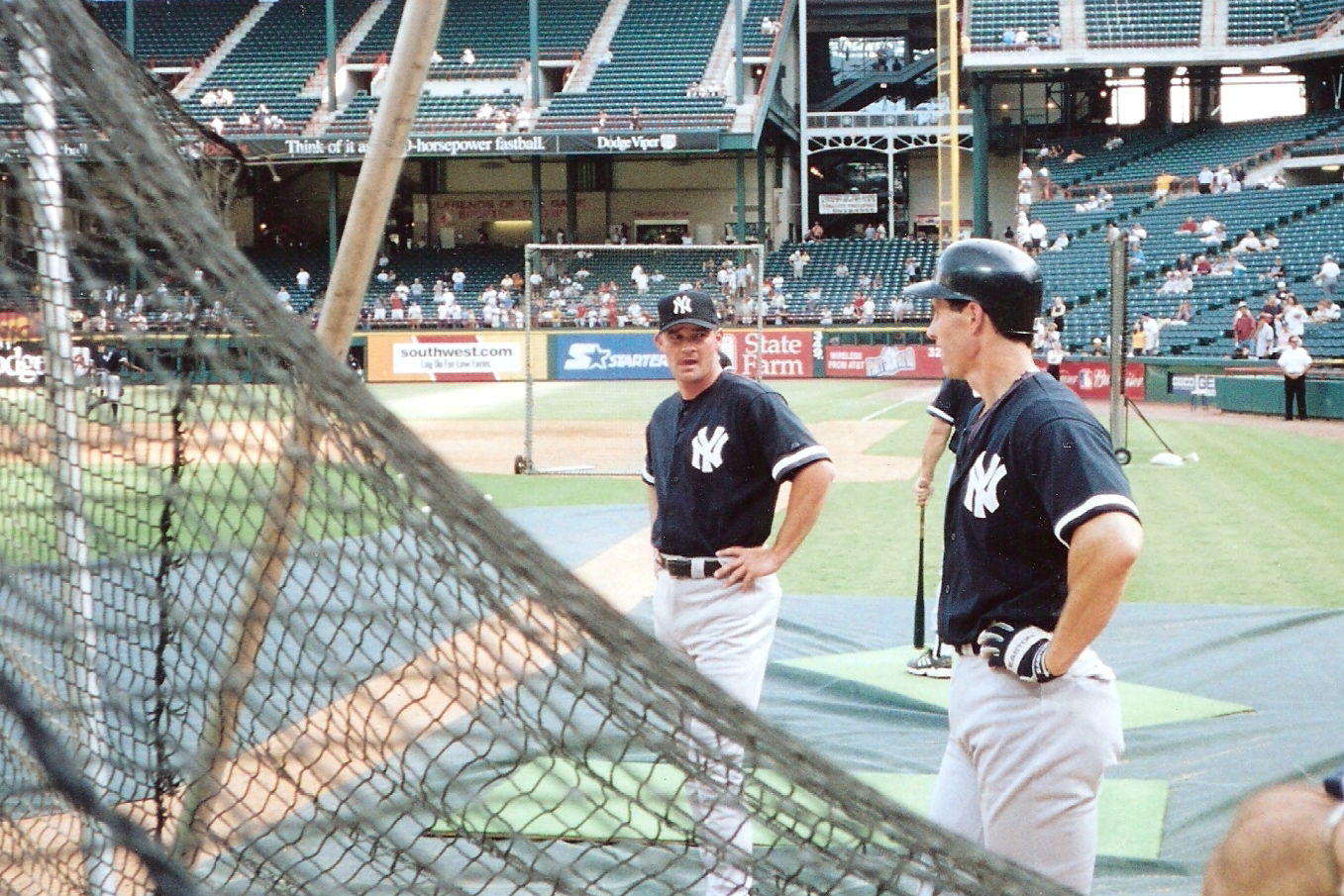
2001年的歐尼爾(圖右)和Gary Denbo

1996年，歐尼爾繳出3成02的打擊率，並敲出19轟與91分打點。他在世界大賽第五場成功接殺Luis Polonia可能形成的長打，最後洋基4勝2敗拿下世界大賽冠軍。
1997年，歐尼爾繳出3成24的打擊率，並敲出21轟與117分打點。他在季後賽的打擊率高達4成21，不過最後洋基在分區賽輸給印地安人。1998年，歐尼爾繳出3成17的打擊率，並敲出24轟與116分打點。這年洋基在例行賽拿下114勝，最後在世界大賽更是4連勝橫掃教士，單年度拿下125勝寫下大聯盟新紀錄。1999年，歐尼爾繳出2成85的打擊率，並敲出19轟與110分打點。雖然他的父親在世界大賽第四場開打前一小時去世，但歐尼爾仍上場比賽。最後洋基成功橫掃勇士，拿下世界大賽二連霸。
2000年，歐尼爾繳出2成83的打擊率並敲出18轟與100分打點。最後洋基在世界大賽打敗大都會，拿下世界大賽三連霸。2001年，歐尼爾繳出2成67的打擊率，並敲出21轟與70分打點。由於他在季末準備退休，因此洋基球迷在世界大賽第五場的9局上滿場高喊歐尼爾的名字。最後洋基拿下逆轉勝，以3勝2敗聽牌，不過最後響尾蛇連勝2場，以4勝3敗拿下世界大賽冠軍。

## 生涯打擊成績
| 出賽次數 | 打席 | 打數 | 得分 | 安打 | 二安 | 三安 | 全壘打 | 打點 | 盜壘 | 保送 | 三振 | 打擊率 | 上壘率 | 長打率 | OPS  |
| -------- | ---- | ---- | ---- | ---- | ---- | ---- | ------ | ---- | ---- | ---- | ---- | ------ | ------ | ------ | ---- |
| 2053     | 8329 | 7318 | 1041 | 2105 | 451  | 21   | 281    | 1269 | 141  | 892  | 1166 | .288   | .363   | .470   | .833 |

## 退休後
在退休後，洋基隊一直到2008年才由LaTroy Hawkins穿上21號球衣，不過他很快受到洋基球迷的批評，因此他在4月中便將背號改成22號。自此，洋基隊再也無人穿上21號球衣。2014年8月9日，洋基隊在中外野後方的紀念碑公園設立了歐尼爾的匾額。2022年2月22日，洋基隊宣布退休21號球衣。

## 個人生活
歐尼爾目前和家人一同住在俄亥俄州的蒙哥馬利。他的姪子麥可曾在洋基隊體系打球。

## 外部連結
- 球員資訊和成績在MLB，ESPN，Baseball-Reference，Fangraphs（英文）
- 保羅·歐尼爾在台灣棒球維基館上的頁面（繁體中文）